# Martin Garrix
Martin Garrix
Martijn Garritsen (Amstelveen, 14. svibnja 1996.), poznatiji pod umjetničkim imenom Martin Garrix, nizozemski je DJ i glazbeni producent. Najpoznatiji je po pjesmi Animals, koja je postigla međunarodni uspjeh, dospjevši među deset najpopularnijih pjesama u više od deset zemalja. Pjesma je zauzela prvo mjesto glazbenih ljestvica u Belgiji i Ujedinjenom Kraljevstvu, te treće mjesto u Irskoj. Smatra se jednom od najuspješnijih i najprepoznatljivijih pjesama u žanru elektroničke plesne glazbe (EDM).
Garrix je debitirao na 40. mjestu ljestvice Top 100 DJs časopisa DJ Mag.

## Glazbena karijera
Garrixova strast za glazbu počela je s 4 godine, željom da naučiti svirati gitaru. U dobi od 8 godina (2004.), izrazio je interes da postane DJ nakon što je vidio DJ Tiesta na Olimpijskim igrama u Ateni. Garritsenu je posebnu inspiraciju dala pjesma "Traffic", što ga je navelo da preuzme specijalizirane programe i omogućilo mu da počne skladati. Garritsen je 2013. završio Herman Brood akademiju, strukovnu školu u Utrechtu. Martin Garrix koristi više pseudonima, poput GRX. Također, piše pjesme i za druge umjetnike. Unatoč tome, samo jedna od pedeset njegovih pjesama dospije u javnost. 

### 2012: Rana karijera
Garritsenova prva pjesma je "BFAM", puštena u javnost s Julianom Jordanom. 2012., osvojio je Slam! FM DJ Talent of the Year Award. Također u 2012., njegov remix "Your Body" objavila je Christina Aguilera u deluxe verziji svog albuma Lotus. Pjesmu su napisali Max Martin, Shellback i Savan Kotecha. Njegova pjesma "Just Some Loops", u suradnji s TV Noise, se pojavila na kompilacijskom albumu Loop Masters Essentials, Volume 2.

### 2013. do danas: proboj i "Animals"
Godine 2013. izdao je "Torrent" sa Sidney Samson i izdavačkom kućom Freedom Tiesto. Garrix je stekao znatan ugled vlastitim solo albumom "Animals" objavljenim 16. lipnja 2013. od nizozemske izdavačke kuće Spinnin Records. Pjesma postaje hit u velikom broju zemalja, a Garrix je ubrzo postao najmlađa osoba ikada koja je dosegla 1. mjesto na Beatport ljestvici. Dana 30. rujna 2013. godine, Garrix je izdao remix "Projekt T" Sander Van Doorn, Dimitri Vegas i Like Mike koji je vrlo brzo postao hit broj 1 na Beatport ljestvici. Godine 2013. Garrix se pojavio na 40. mjestu DJ Mag-ove Top 100 DJ liste.
U prosincu 2013. objavio je "Wizard" s Jay Hardway. Pjesma je dospjela na 6. mjesto u Belgiji i 17. mjesto u Nizozemskoj. Kasnije je nastupio na Ultra Music Festivalu 2014. godine, gdje je debitirao s nekoliko novih i neobjavljenih pjesmama, uključujući i suradnju s Dillon Francis, Hardwell i Afrojack.
Od tada je objavio mnoge uspješnice, koje redovno zauzimaju visoke pozicije na top listama, uključujući duete "Scared to be Lonely" s Duom Lipom i "In the Name of Love" s Bebe Rexhom. Obje pjesme imaju više od pola milijarde pregleda na YouTubeu, a Animals ostaje njegov jedini uradak koji je premašio milijardu.
U 2018. i 2019. objavio je tri kolaboracije s Bonnom, "High on Life", "No Sleep" i "Home". Sve tri su postigle veliku popularnost, a plod su njihovog velikog prijateljstva.

### EPs
- 2014: Gold Skied EP
- 2015: Break Through the Silence
- 2016: Seven

### Singles
2012:
- Julian Jordan and Martin Garrix - BFAM [Spinnin' Records]
- Martin Garrix and Sleazy Stereo - ITSA [Crowd Control]
- Martin Garrix - Keygen [Spinnin' Records]
- Martin Garrix and Jay Hardway - Registration Code [Spinnin' Records] [Free Download]

2013:
- Sidney Samson and Martin Garrix - Torrent [Musical Freedom Records]
- Martin Garrix and Jay Hardway - Error 404 [DOORN Records]
- Martin Garrix and TV Noise - Just Some Loops [Spinnin' Records]
- Martin Garrix - Animals [Spinnin' Records]
- Martin Garrix and Jay Hardway - Wizard [Spinnin' Records]

2014:
- Martin Garrix and Firebeatz - Helicopter [Spinnin' Records]
- Dimitri Vegas, Martin Garrix and Like Mike - Tremor (Sensation 2014 Anthem) [Spinnin' Records]
- Sander van Doorn, Martin Garrix and DVBBS featuring Aleesia - Gold Skies [Spinnin' Records]
- Martin Garrix - Proxy [Spinnin' Records] [Free Download]
- Afrojack and Martin Garrix - Turn Up The Speakers [Spinnin' Records]
- Martin Garrix and MOTi - Virus (How About Now) [Spinnin' Records]
- Martin Garrix and Martin Disco - Free Porta [Columbia Records]
- Dillon Francis and Martin Garrix - Set Me Free [Columbia Records]

2015:
- Martin Garrix - Forbidden Voices [Spinnin' Records/Free Download]
- Martin Garrix feat Usher - Don't Look Down [Spinnin' Records]
- Tiësto & Martin Garrix - The Only Way Is Up [Spinnin' Records] (March 26)
- Martin Garrix & Matisse & Sadko - Dragon [Spinnin' Records]
- Martin Garrix & Matisse & Sadko - Break Through the Silence [Spinnin' Records]
- Martin Garrix - Poison [Free]
- Martin Garrix feat. Justin Mylo & Mesto - Bouncybob [Free]

2016:
- Martin Garrix feat. John & Michel - Now That I've Found You (STMPD)
- Martin Garrix & Third Party - Lions in the Wild (STMPD)
- Martin Garrix - Oops (Free)
- Martin Garrix & Bebe Rexha - In the Name of Love (STMPD)
- Martin Garrix & Mesto - Wiee (STMPD)
- Martin Garrix feat. Dawn Golden - Sun Is Never Going Down (STMPD)
- Martin Garrix & Jay Hardway - Spotless (STMPD)
- Martin Garrix feat. The Federal Empire - Hold On & Believe (STMPD)
- Martin Garrix & Julian Jordan - Welcome (STMPD)
- Martin Garrix & Matisse & Sadko - Together (STMPD)
- Martin Garrix & Florian Picasso - Make Up Your Mind (STMPD)
- Martin Garrix feat. Dua Lipa - Scared to Be Lonely (STMPD)

### Unreleased Tracks
- +X Album (Confirmed)
- Hardwell & Martin Garrix - Music Box (Carousel) [Revealed Recordings] (Confirmed; cancelled)
- Martin Garrix feat Ed Sheeran - Rewind Repeat It [Spinnin' Records] (Confirmed, coming soon)
- Nause & Martin Garrix - Shoe [Spinnin' Records] (Confirmed by Tiësto's clublife podcast #317)
- Martin Garrix & David Guetta - Blue Flames [Spinnin' Records] (Confirmed)
- Martin Garrix & Afrojack - ID (Confirmed)
- Martin Garrix & Alesso - ID (Not confirmed)
- Julian Jordan & Martin Garrix - How We Rave [Spinnin' Records] (Not confirmed)
- Martin Garrix & Julian Jordan - Oussama [Spinnin' Records] (Not confirmed)
- Danny Avila & Martin Garrix - Cyclone [Musical Freedom] (Not confirmed)
- M83- Midnight City (Martin Garrix & Vicetone Remix) [Spinnin' Records] (Not confirmed)
- Martin Garrix - ID [Spinnin Records] (Not confirmed)

### Remixes & Bootlegs
2011:
- Sleazy Stereo - La Bomba (Martin Garrix & Funk D Bootleg)
- Rick Ross - Hustlin' (Martin Garrix & Novaro Deux Bootleg)
- Enrique Iglesias - Tonight (Martin Garrix Bootleg)

2012:
- Christina Aguilera - Your Body (Martin Garrix Remix)
- Roy Gates - Midnight Sun 2.0 (Martin Garrix Remix)

2013:
- Nick Vathorst - Intoxicated (Martin Garrix remix)
- Martin Garrix - Animals (Victor Niglio & Martin Garrix Festival Trap Mix)

## Privatni život
Ima mlađu sestru Lauru. Bio je u dugogodišnjoj vezi s nizozemskim modelom Charelle Schriek. Prekinuli su u studenom 2019., nakon više od tri godine provedene zajedno.

## Vanjske poveznice
Martin Garrix Offical stranica  Arhivirana inačica izvorne stranice od 2. travnja 2015. (Wayback Machine)
Prekinuo je ugovor sa Spininn Records 26.kolovoza 2015.